# Grań za Kapeluszem

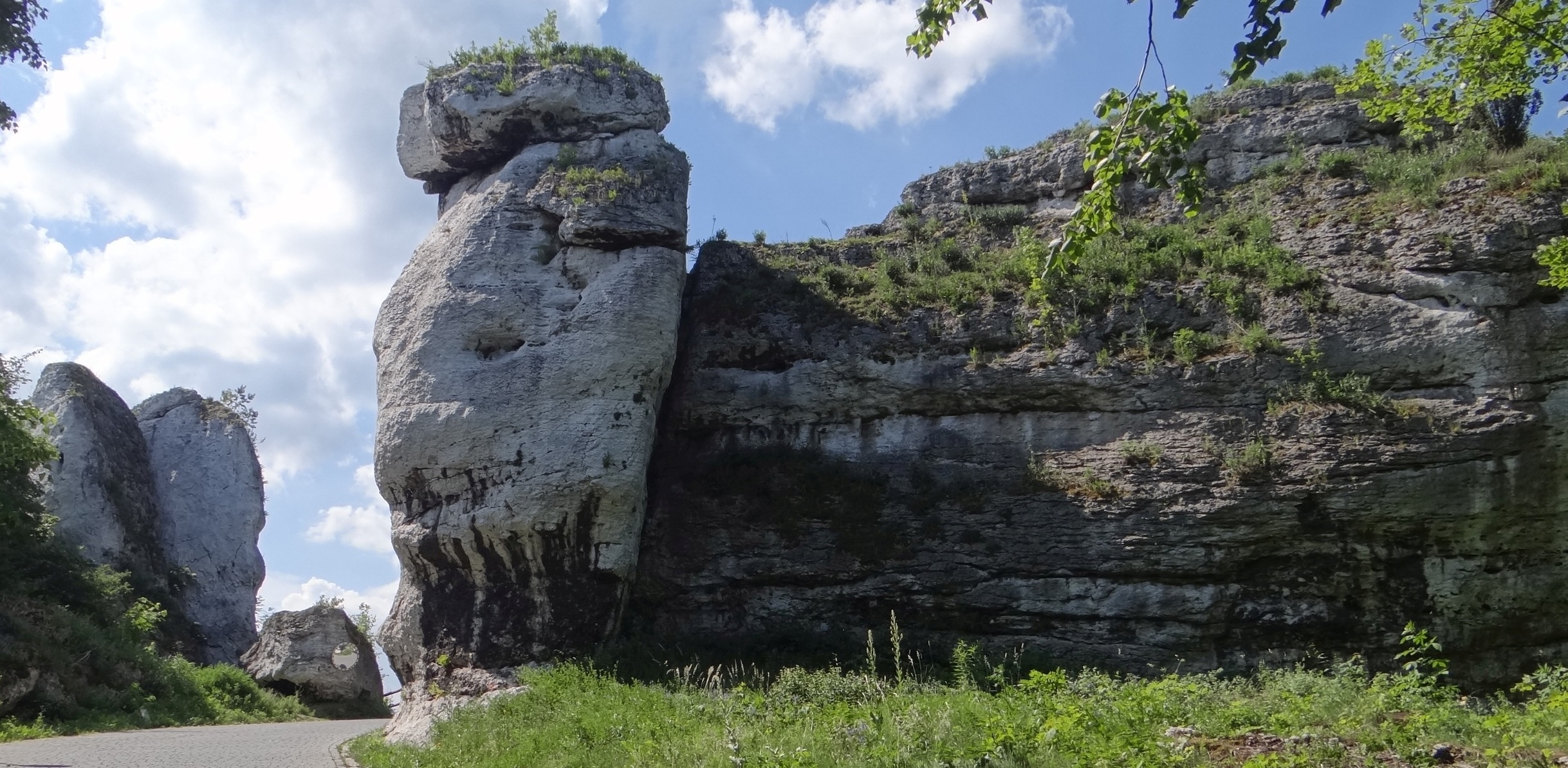
Od lewej: Grań za Kapeluszem, wjazd do hotelu i Kapelusz

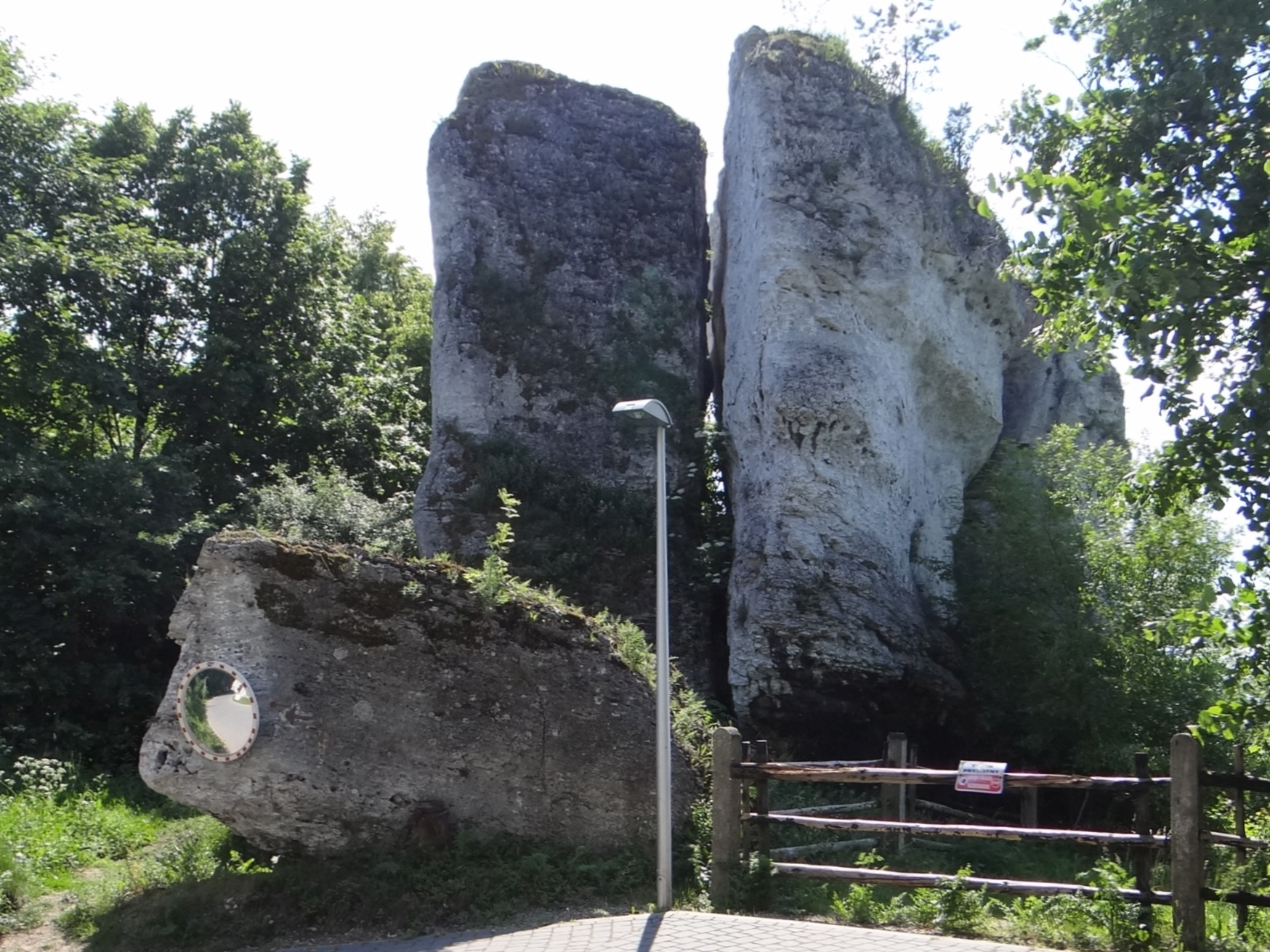
Grań za Kapeluszem. Widok z północnego zachodu

Grań za Kapeluszem – skała w miejscowości Podzamcze w województwie śląskim, w powiecie zawierciańskim, w gminie Ogrodzieniec. Znajduje się w szczytowych partiach Góry Janowskiego, zwanej też Górą Zamkową. Wzgórze to jest najwyższym wzniesieniem Wyżyny Krakowsko-Częstochowskiej. Grań za Kapeluszem wraz z położoną po wschodniej stronie skałą Kapelusz tworzą skalną bramę, przez którą prowadzi droga do hotelu SPA znajdującego się na szczycie wzgórza.
Zbudowana z wapieni skała znajduje się na Wyżynie Częstochowskiej. Ma postać muru skalnego, wysokość 11–15 m i długość 35 m.

## Drogi wspinaczkowe
Grań za Kapeluszem cieszy się wśród wspinaczy skalnych średnią popularnością. Ściany wspinaczkowe na terenie w większości odkrytym, o wystawie północno-wschodniej i południowo-wschodniej. Wspinacze skalni poprowadzili na nich 20 dróg wspinaczkowych o trudności od IV+ do VI.6 w skali Kurtyki. Skały są pionowe, jest w nich filar, komin i zacięcie. Niemal wszystkie mają zamontowane stałe punkty asekuracyjne: ringi (r) i stanowisko zjazdowe (st).

Grań za Kapeluszem I
1. Infantka; 3r + st, VI.3, 11 m
2. Serduszko; 3r + st, VI.1+, 11 m
3. Żądam współautorstwa; VI-, 11 m
4. Oczy ośmiornicy; 3r + st, V, 12 m
5. Lewa rysa w Grani; IV+, 11 m
6. C3; 2r + st, V+, 11 m
7. C4; 5r + st, V+, 12 m
8. Prawa rysa w Grani; 1r, V+, 12 m
9. Filarek Grani; V+, 12 m
10. Wróżka Zębuszka; 5r + st, VI.2/2+, 12 m
11. Beret; 4r + st, VI.2, 12 m
12. Ciała Florina; 4r + st, VI.1, 11 m
13. Cantina Pectoris; 4r + st, VI.1, 11 m

Grań za Kapeluszem II
1. Między dziupelkami; 6r + rz, VI.6, 14 m
2. Lewa dziupla; 5r + rz, VI.5, 14 m
3. W szponach pederasty; 4r + st, VI.3, 13 m
4. Słynna praczka; 4r + st, VI.1+, 13 m

Grań za Kapeluszem III
1. Brutalne życie parówki; 4r + st, VI.3, 12 m
2. Przyblok na koziołku; 3r + st, VI.4, 12 m
3. Kocia dupka; 4r + st, VI+, 12 m[2].